# Carbon Black
VMware Carbon Black（原名“Bit9”）是一家成立于2002年的计算机安全公司，現為VMware子公司，总部位于美国麻薩諸塞州沃尔瑟姆。公司主要提供终端防护产品，检测恶意行为并阻止来自恶意文件攻击。
2019年10月，VMware以21億美元收購該公司。

## 产品
- Cb Protection（原Bit9）：终端防护平台，为台式机及服务器提供应用控制、设备控制和高级威胁检测。
- Cb Response（原Carbon Black）：用于高级威胁检测和事件响应的实时终端检测及响应解决方案。按照SANS协会（英语：SANS Institute）的说法，68%的事件响应者正在或考虑使用Cb Response[5]。
- Cb Defense（原Confer）：基于云的反病毒解决方案。
- Cb Collective Defense Cloud（原Threat Intelligence Cloud）：以Cb Response为基础提供的云端威胁智能和文件分析服务。服务包括软件和域名信誉，高级威胁指数，攻击分类服务等，据报道，Cb Collective Defense Cloud是世界上最大的哈希及文件信誉库[6]。